# Високі чоботи

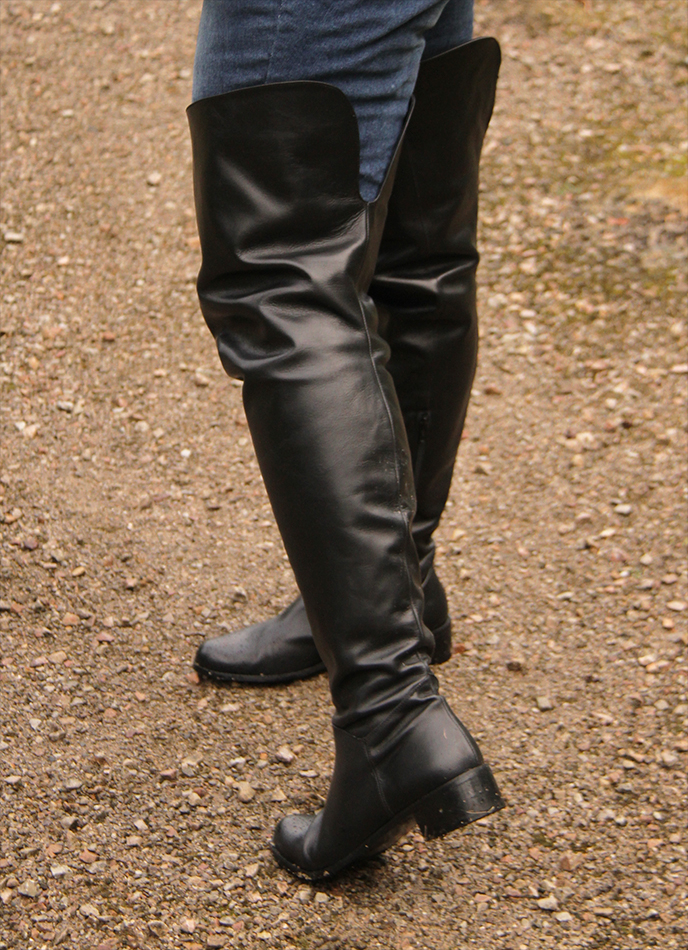
Сучасні високі чоботи

Високі чоботи (або чоботи до стегна) — різновид взуття: чоботи з халявою вище коліна. У деяких випадках халяви можуть доходити до стегна.

## Загальний опис
Виготовляються як з натуральної шкіри, так і з різних синтетичних матеріалів (полівінілхлорид, поліуретани), латексу, тканин (замші, шовку). Поверхня чобіт з натуральної шкіри іноді лакується, щоб надати їм характерний блиск. Високі чоботи часто виготовляються із застібками-блискавками для полегшення процесу надягання, але деякі сконструйовані для натягування, як чоботи-панчохи. Висота підбора може досягати 15 см, частіше це тонкі металеві шпильки (стилети). Підошва може бути як тонкою, так і потовщеною на платформі.

## Історія
Чоботи були дуже популярні серед жінок у Вікторіанську епоху. Наприкінці ΧΙΧ ст. високі шкіряні чоботи були розповсюджені серед лондонських повій для приваблення клієнтів-фетишистів.
На початку 1990-х високі чоботи на підборах знову увійшли в жіночу моду. Причиною став вихід фільму «Красуня», де Джулія Робертс носила саме такі чоботи.
Сьогодні чоботи випускають багато всесвітньо відомих виробників одягу, серед яких Chanel, Victoria's Secret, Gucci, Louis Vuitton, Burberry тощо.